# Strobilanthes affinis
Strobilanthes affinis är en akantusväxtart som först beskrevs av William Griffiths och som fick sitt nu gällande namn av Yan Cheng Tang.
Strobilanthes affinis ingår i släktet Strobilanthes och familjen akantusväxter. Inga underarter finns listade i Catalogue of Life.